# Marca Soraba
La Marca Soraba (del llatí: llimes Sorabicus; alemany: Sorbenmark) fou un districte fronterer a la part oriental de Frància Oriental entre el segle ix i el XI. Es componia de diversos comtats limítrofs dels sorabs. La marca Soraba sembla haver comprès la part oriental de Turíngia.
La marca Soraba va ser esmentada de vegades com marca de Turíngia. El terme "marca Soraba" apareix només quatre vegades en els Annales Fuldenses i només es registren tres governants: Poppó, Thakhulf i Radulf. Els comandants de la marca Soraba portaven el títol de dux Sorabici (limitis) en els Annales, però també apareixen esmentats en altres llocs com comptes (comites), marcgravis (marchiones), i ducs de Turíngia (duces Thuringorum). La marca va ser governada probablement de manera principal per la família Babenberg. El límit entre la Turíngia i els sorabs es va definir per Eginard com el riu Saale quan escrivia el 830: Fluvium Salam, qui Thuringos et sorabos dividit ("el riu Saale, que divideix els turingis i els sorabs"). Erfurt era el principal centre econòmic de l'est de Turíngia en aquell moment. La marca Soraba probablement incloïa la terra a l'est del Saale fins al Elster i el Pleisse, que podria haver estat controlat pels castells. Si la marca Soraba era només l'àrea a l'oest del Saale, a l'est del mateix riu o en ambdós costats, és impossible dir-ho.
La marca Soraba va estar afectada amb freqüència en el segle ix per la insurrecció per part dels eslaus, que eren tributaris dels germànics. Al segle x, però, la marca va formar part de la vasta Marca Geronis de 937 a 965. Durant aquest període, els sorabs van ser reduïts a la servitud i la marca en gran part pacificada. Després del 965, va formar part de la marca de Meissen.